# Friedrich Vogel (Politiker, 1862)
Friedrich Vogel (* 22. November 1862 in Benesch, Schlesien; † 15. März 1923 in Klosterneuburg) war ein österreichischer Jurist und Politiker.

## Leben
Als Sohn eines Notars geboren, studierte Vogel nach dem Besuch des Gymnasiums in Würbenthal Rechtswissenschaften in Wien. Während seines Studiums wurde er 1883 Mitglied der Burschenschaft Silesia Wien. Er wurde zum Dr. iur. promoviert. Nach seinem Studium war er als Rechtsanwalt und Advokat des Stiftes Klosterneuburg tätig. 1912 wurde er für die Deutschnationale Partei Bürgermeister von Klosterneuburg, bis die Statthalterei 1913 aufgelöst wurde, Von 1918 bis 1919 war er provisorischer Gemeindevorstand. Er gehörte dem Sparkassenausschuss an.

## Ehrungen
- 1932: Die Dr.-Vogel-Gasse in Klosterneuburg wurde nach ihm benannt.